# ولایت (تقسیمات کشوری)
ولایت یکی از تقسیمات کشوری در برخی از کشورها است. ولایت واژه‌ای عربی می‌باشد که به زبان فارسی به آن شهرستان می‌گویند.

## محدوده ولایت
محدوده هر ولایت معمولاً برابر با واحد کشوری استان در ایران و ایالت در بسیاری کشورها می‌باشد.

## کشورها
کشورهای افغانستان، تاجیکستان، ترکمنستان و ازبکستان از واحد اداری ولایت برای تقسیمات کشوری خود استفاده می‌کنند.